# Yasunori Takada
Yasunori Takada (高田 保則 Takada Yasunori?), född 22 februari 1979, är en japansk tidigare fotbollsspelare.
I april 1999 blev han uttagen i Japans trupp till U20-världsmästerskapet 1999.